# Dactylocladius niveiforceps
Dactylocladius niveiforceps är en tvåvingeart som först beskrevs av Jean-Jacques Kieffer 1924.  Dactylocladius niveiforceps ingår i släktet Dactylocladius och familjen fjädermyggor.
Artens utbredningsområde är Österrike. Inga underarter finns listade i Catalogue of Life.